# Досточтимый мастер

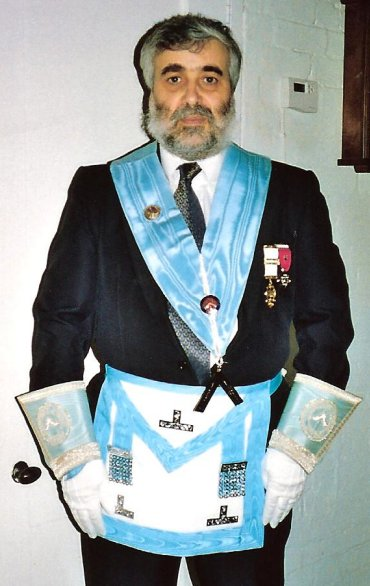
Досточтимый мастер в своём облачении.

Досточтимый мастер (Мастер ложи или Мастер стула) (англ. Worshipful Master) — главный офицер в масонской ложе. Досточтимый мастер руководит всеми делами, ритуалом и церемониями в ложе, и облечён наибольшими полномочиями по сравнению со всеми другими офицерами и членами ложи.

## Должность
Должность досточтимого мастера — самая великая честь, которую ложа может оказать своему брату. Должность является избираемой, зачастую выборы проходят тайным голосованием (черными и белыми шарами). Однако в некоторых ложах на эту должность назначают офицера ложи, предыдущий год занимавший должность первого стража.
Название должности «Досточтимый» (англ. Worship — букв. поклонение, боготворение, культ) не означает, что перед досточтимым мастером преклоняются, что его боготворят и ему благоговеют. Использование названия должности отсылает к его изначальному смыслу — «проявлять уважение», подобно обращению к судье «Ваша честь» (в английском языке бытовало обращение «worshipful sir» — милостивый государь. Сравните с досточтимым мастером — Worshipful Master, а к мэрам — достопочтенный (honorable). В некоторых графствах Англии к мэрам и судьям продолжают обращаться «милостивый» или «ваша милость». В качестве почтительного титула французские масоны относительно досточтимых мастеров употребляют название «Vénérable».
Соответствующая должность на уровне великой ложи — великий мастер. Великий мастер председательствует на мероприятиях великой ложи; ассамблеях, торжествах, совете великих офицеров, а также любой ложи, входящей в юрисдикцию его великой ложи. К нему обращаются «весьма достопочтенный брат».

### Мастер ложи
Название должности — мастер ложи, связано с тем, что первоначально в «Конституциях Андерсона» говорилось лишь о двух градусах — «ученика» и «подмастерье», а термин «мастер» относился к «мастеру ложи» — единственному руководителю ложи. Однако с появлением в 1730-х годах третьего градуса — мастера-масона, стала возникать путаница между названием третьего градуса и высшей офицерской должностью в ложе. Поэтому, должность мастера ложи получила своё название с приставкой досточтимый — Worshipful Master, дабы отныне обозначать мастера, как держателя всех трёх символических градусов и главу ложи.
Во французском масонстве стали обозначать мастера ложи приставкой venerable (досточтимый), а слово ложа в названии должности отпало за ненадобностью. После чего должность во Франции, как и в Англии, стала обозначаться, как «Vénérable Maître».

### Мастер стула
Мастер стула (от нем. Stuhlmeister, фр. maître en chaire) — исторический синоним должности досточтимого мастера в некоторых ложах в Германии, Швеции, Франции и России, в XVIII и XIX веках. Как правило эти ложи работали по Шведскому уставу или Уставу Циннедорфа. Такое название связано с символическим троном царя Соломона, на котором и восседает мастер ложи. В наши дни название должности мастер стула сохранилось в некоторых ложах в Германии и Швеции.

### Бывший досточтимый мастер
По окончании срока своих полномочий досточтимый мастер получает звание бывшего досточтимого мастера. От ложи к ложе и от юрисдикции к юрисдикции обязанности и привилегии бывших досточтимых мастеров разнятся. К примеру, в некоторых юрисдикциях бывшие мастера имеют членство с правом голоса в великой ложе, в других — нет. В большинстве юрисдикций бывшие мастера продолжают носить почётный титул «достопочтенный» (к нему обращаются «достопочтенный брат такой-то»), однако остаётся несколько юрисдикций, в которых такой титул носят лишь действующие досточтимые мастера.
В некоторых юрисдикциях должность привратника занимает бывший (только что сменившийся) досточтимый мастер этой ложи, в других может быть приглашён мастер из другой ложи.